# Liga národů UEFA 2022/2023
Liga národů UEFA 2022/23 je třetí sezónou Ligy národů UEFA, mezinárodní fotbalové soutěže, které se účastní 55 národních mužských fotbalových týmů z členských asociací UEFA. Koná se od června do září 2022 (souboje ve skupinách), v červnu 2023 (finále Ligy národů) a v březnu 2024, kdy se uskuteční "play-out", neboli souboje o udržení. Prvenství z předchozí sezóny bude obhajovat tým Francie.
Vítězem tohoto ročníku se stal tým Španělska, který ve finále zdolal Chorvatsko v penaltovém rozstřelu 5:4 poté, co zápas po základní hrací době i po prodloužení skončil výsledkem 0:0. Na třetím místě se podruhé v řadě umístila reprezentace Itálie, tentokrát v souboji o bronz porazila Nizozemsko 3:2.
Český tým obsadil ve své základní skupině Ligy A poslední 4. místo a pro příští sezónu sestupuje do Ligy B.

## Formát

### Skupinová fáze
Jednotlivé týmy jsou přidělovány do lig na základě celkového žebříčku Ligy národů UEFA 2020/21. Každý tým bude hrát šest zápasů v rámci své skupiny (s výjimkou jedné skupiny v Lize D, která bude hrát čtyři), a to ve formě čtyř utkání v červnu a dvou utkání v září 2022. Ve skupině se bude hrát systémem doma-venku, každý s každým. Tento formát zaručí, že téměř všechny skupiny budou hrát poslední zápasy ve skupinách ve stejný čas.
V nejvyšší Lize A týmy soutěží o titul šampióna Ligy národů UEFA. Čtyři vítězové skupin v Lize A se kvalifikují do finálového turnaje Ligy národů v červnu 2023, který se bude hrát ve vyřazovacím formátu, skládající se ze semifinále, souboje o třetí místo a finále. Hostitelská země bude vybrána ze čtyř kvalifikovaných týmů Výkonným výborem UEFA.

### Postupy a sestupy
Týmy také soutěží o postup a sestup do vyšší nebo nižší ligy. Z Lig B, C a D postoupí výše vítězové skupin, zatímco poslední týmy skupin v Ligách A a B sestoupí. Protože v Lize C jsou čtyři skupiny a v Lize D pouze dvě, bude se hrát ještě souboj o udržení v Lize C mezi dvěma dvojicemi týmů z posledních míst ve skupinách Ligy C; zápasy se odehrají v březnu 2022. Dvojice budou sestaveny tak, že budou hrát čtvrtý nejhorší proti prvnímu nejhoršímu a třetí proti druhému; hrát se bude na dva zápasy, doma a venku. Tým, který vstřelí více gólů, zůstane v Lize C, zatímco poražený sestoupí do Ligy D. Pokud bude součet gólů stejný, bude rozhodovat pravidlo venkovních gólů; pokud se ani tak nerozhodne, přijde na řadu prodloužení a případně i penalty.

## Program Ligy národů
| Fáze            | Kolo         | Datum               |
| --------------- | ------------ | ------------------- |
| Skupinová fáze  | 1. hrací den | 2.–4. červen 2022   |
| Skupinová fáze  | 2. hrací den | 5.–7. červen 2022   |
| Skupinová fáze  | 3. hrací den | 9.–11. červen 2022  |
| Skupinová fáze  | 4. hrací den | 12.–14. červen 2022 |
| Skupinová fáze  | 5. hrací den | 22.–24. září 2022   |
| Skupinová fáze  | 6. hrací den | 25.–27. září 2022   |
| Finálový turnaj | Semifinále   | 14.–15. červen 2023 |
| Finálový turnaj | o 3. místo   | 18. červen 2023     |
| Finálový turnaj | Finále       | 18. červen 2023     |
| Play-out        | První zápas  | 21.–23. březen 2024 |
| Play-out        | Druhý zápas  | 24.–26. březen 2024 |

Seznam termínů byl potvrzen ze strany UEFA dne 17. prosince 2021, tj. den po losu skupin.
Play-out o udržení v Lize C je naplánováno na stejný termín, jako se bude hrát baráž o účast na Mistrovství Evropy ve fotbale 2024. Pokud se jeden nebo více týmů, kterých by se play-out týkalo, zúčastní baráže, play-out o udržení v Lize C by bylo automaticky zrušeno a týmy v Lize C, které se v celkovém pořadí tohoto ročníku umístí na 47. a 48. místě automaticky sestoupí do Ligy D.

## Nasazení týmů

Mapa ukazuje rozdělení týmů do jednotlivých lig.
Liga A
Liga B
Liga C
Liga D

Legenda:
| ↑ | Postup z předchozí sezóny |
| ↓ | Sestup z předchozí sezóny |

| Tým         | Pos/Ses | Pořadí |
| ----------- | ------- | ------ |
| Francie     |         | 1      |
| Španělsko   |         | 2      |
| Itálie      |         | 3      |
| Belgie      |         | 4      |
| Portugalsko |         | 5      |
| Nizozemsko  |         | 6      |
| Dánsko      |         | 7      |
| Německo     |         | 8      |
| Anglie      |         | 9      |
| Polsko      |         | 10     |
| Švýcarsko   |         | 11     |
| Chorvatsko  |         | 12     |
| Wales       | ↑       | 13     |
| Rakousko    | ↑       | 14     |
| Česko       | ↑       | 15     |
| Maďarsko    | ↑       | 16     |

| Tým                 | Pos/Ses | Pořadí |
| ------------------- | ------- | ------ |
| Ukrajina            | ↓       | 17     |
| Švédsko             | ↓       | 18     |
| Bosna a Hercegovina | ↓       | 19     |
| Island              | ↓       | 20     |
| Finsko              |         | 21     |
| Norsko              |         | 22     |
| Skotsko             |         | 23     |
| Rusko               |         | 24     |
| Izrael              |         | 25     |
| Rumunsko            |         | 26     |
| Srbsko              |         | 27     |
| Irsko               |         | 28     |
| Slovinsko           | ↑       | 29     |
| Černá Hora          | ↑       | 30     |
| Albánie             | ↑       | 31     |
| Arménie             | ↑       | 32     |

| Tým               | Pos/Ses | Pořadí |
| ----------------- | ------- | ------ |
| Turecko           | ↓       | 33     |
| Slovensko         | ↓       | 34     |
| Bulharsko         | ↓       | 35     |
| Severní Irsko     | ↓       | 36     |
| Řecko             |         | 37     |
| Bělorusko         |         | 38     |
| Lucembursko       |         | 39     |
| Severní Makedonie |         | 40     |
| Litva             |         | 41     |
| Gruzie            |         | 42     |
| Ázerbájdžán       |         | 43     |
| Kosovo            |         | 44     |
| Kazachstán        |         | 45     |
| Kypr              |         | 46     |
| Gibraltar         | ↑       | 47     |
| Faerské ostrovy   | ↑       | 48     |

| Tým             | Pos/Ses | Pořadí |
| --------------- | ------- | ------ |
| Estonsko        | ↓       | 49     |
| Moldavsko       | ↓       | 50     |
| Lichtenštejnsko |         | 51     |
| Malta           |         | 52     |
| Lotyšsko        |         | 53     |
| San Marino      |         | 54     |
| Andorra         |         | 55     |

## Liga A
| Legenda                   |
| ------------------------- |
| Postup na finálový turnaj |
| Sestup do Ligy B          |

### Skupina 1
| Tým        | Z | V | R | P | VB | OB | +/- | B  |
| ---------- | - | - | - | - | -- | -- | --- | -- |
| Chorvatsko | 6 | 4 | 1 | 1 | 8  | 6  | +2  | 13 |
| Dánsko     | 6 | 4 | 0 | 2 | 9  | 5  | +4  | 12 |
| Francie    | 6 | 1 | 2 | 3 | 5  | 7  | -2  | 5  |
| Rakousko   | 6 | 1 | 1 | 4 | 6  | 10 | -4  | 4  |

| Tým        | Chorvatsko | Dánsko | Francie | Rakousko |
| ---------- | ---------- | ------ | ------- | -------- |
| Chorvatsko |            | 2:1    | 1:1     | 0:3      |
| Dánsko     | 0:1        |        | 2:0     | 2:0      |
| Francie    | 0:1        | 1:2    |         | 2:0      |
| Rakousko   | 1:3        | 1:2    | 1:1     |          |

### Skupina 2
| Tým         | Z | V | R | P | VB | OB | +/- | B  |
| ----------- | - | - | - | - | -- | -- | --- | -- |
| Španělsko   | 6 | 3 | 2 | 1 | 8  | 5  | +3  | 11 |
| Portugalsko | 6 | 3 | 1 | 2 | 11 | 3  | +8  | 10 |
| Švýcarsko   | 6 | 3 | 0 | 3 | 6  | 9  | –3  | 9  |
| Česko       | 6 | 1 | 1 | 4 | 5  | 13 | -8  | 4  |

| Tým         | Španělsko | Portugalsko | Švýcarsko | Česko |
| ----------- | --------- | ----------- | --------- | ----- |
| Španělsko   |           | 1:1         | 1:2       | 2:0   |
| Portugalsko | 0:1       |             | 4:0       | 2:0   |
| Švýcarsko   | 0:1       | 1:0         |           | 2:1   |
| Česko       | 2:2       | 0:4         | 2:1       |       |

### Skupina 3
| Tým      | Z | V | R | P | VB | OB | +/- | B  |
| -------- | - | - | - | - | -- | -- | --- | -- |
| Itálie   | 6 | 3 | 2 | 1 | 8  | 7  | +1  | 11 |
| Maďarsko | 6 | 3 | 1 | 2 | 8  | 5  | +3  | 10 |
| Německo  | 6 | 1 | 4 | 1 | 11 | 9  | +2  | 7  |
| Anglie   | 6 | 0 | 3 | 3 | 4  | 10 | –6  | 3  |

| Tým      | Itálie | Maďarsko | Německo | Anglie |
| -------- | ------ | -------- | ------- | ------ |
| Itálie   |        | 2:1      | 1:1     | 1:0    |
| Maďarsko | 0:2    |          | 1:1     | 1:0    |
| Německo  | 5:2    | 0:1      |         | 1:1    |
| Anglie   | 0:0    | 0:4      | 3:3     |        |

### Skupina 4
| Tým        | Z | V | R | P | VB | OB | +/- | B  |
| ---------- | - | - | - | - | -- | -- | --- | -- |
| Nizozemsko | 6 | 5 | 1 | 0 | 14 | 6  | +8  | 16 |
| Belgie     | 6 | 3 | 1 | 2 | 11 | 8  | +3  | 10 |
| Polsko     | 6 | 2 | 1 | 3 | 6  | 12 | –6  | 7  |
| Wales      | 6 | 0 | 1 | 5 | 6  | 11 | –5  | 1  |

| Tým        | Nizozemsko | Belgie | Polsko | Wales |
| ---------- | ---------- | ------ | ------ | ----- |
| Nizozemsko |            | 1:0    | 2:2    | 3:2   |
| Belgie     | 1:4        |        | 6:1    | 2:1   |
| Polsko     | 0:2        | 0:1    |        | 2:1   |
| Wales      | 1:2        | 1:1    | 0:1    |       |

### Finálový turnaj
Všechny časy zápasů jsou uvedeny ve středoevropském letním čase (UTC +2).

#### Pavouk
|  | Semifinále | Semifinále       | Semifinále |  |  | Finále      | Finále           | Finále      |
|  |            |                  |            |  |  |             |                  |             |
|  | A4         | Nizozemsko       | 2          |  |  |             |                  |             |
|  | A1         | Chorvatsko (pp.) | 4          |  |  |             |                  |             |
|  |            |                  |            |  |  | A1          | Chorvatsko       | 0 (4)       |
|  |            |                  |            |  |  | A2          | Španělsko (pen.) | 0 (5)       |
|  | A3         | Itálie           | 1          |  |  |             |                  |             |
|  | A2         | Španělsko        | 2          |  |  | Třetí místo | Třetí místo      | Třetí místo |
|  |            |                  |            |  |  | A4          | Nizozemsko       | 2           |
|  |            |                  |            |  |  | A3          | Itálie           | 3           |

#### Semifinále
| 14. června 2023 20:45 |                |                                                                 |                                                                      |
| Nizozemsko            | 2 : 4 (prodl.) | Chorvatsko                                                      | De Kuip, Rotterdam diváci: 39359 rozhodčí: István Kovács ( Rumunsko) |
| Malen 34' Lang 90+6'  | Report         | Kramarić 55' (pen.) Pašalić 72' Petković 98' Modrić 116' (pen.) | De Kuip, Rotterdam diváci: 39359 rozhodčí: István Kovács ( Rumunsko) |

| 15. června 2023 20:45 |        |                     |                                                                               |
| Španělsko             | 2 : 1  | Itálie              | De Grolsch Veste, Enschede diváci: 24558 rozhodčí: Slavko Vinčić ( Slovinsko) |
| Pino 3' Joselu 88'    | Report | Immobile 11' (pen.) | De Grolsch Veste, Enschede diváci: 24558 rozhodčí: Slavko Vinčić ( Slovinsko) |

#### Zápas o 3. místo
| 18. června 2023 15:00      |        |                                    |                                                                            |
| Nizozemsko                 | 2 : 3  | Itálie                             | De Grolsch Veste, Enschede diváci: 21292 rozhodčí: Glenn Nyberg ( Švédsko) |
| Bergwijn 68' Wijnaldum 89' | Report | Dimarco 6' Frattesi 20' Chiesa 72' | De Grolsch Veste, Enschede diváci: 21292 rozhodčí: Glenn Nyberg ( Švédsko) |

#### Finále
| 18. června 2023 |                |           |                                                                   |
| Chorvatsko      | 0 : 0 (prodl.) | Španělsko | De Kuip, Rotterdam diváci: 41110 rozhodčí: Felix Zwayer ( Německo |
|                 | Report         |           | De Kuip, Rotterdam diváci: 41110 rozhodčí: Felix Zwayer ( Německo |

|                                               |     | Penaltový rozstřel                           |  |
| Vlašić Brozović Modrić Majer Perišić Petković | 4-5 | Joselu Rodri Merino Asensio Laporte Carvajal |  |

## Liga B
| Legenda          |
| ---------------- |
| Postup do Ligy A |
| Sestup do Ligy C |

### Skupina 1
| Tým      | Z | V | R | P | VB | OB | +/- | B  |
| -------- | - | - | - | - | -- | -- | --- | -- |
| Skotsko  | 6 | 4 | 1 | 1 | 11 | 5  | +6  | 13 |
| Ukrajina | 6 | 3 | 2 | 1 | 10 | 4  | +6  | 11 |
| Irsko    | 6 | 2 | 1 | 3 | 8  | 7  | +1  | 7  |
| Arménie  | 6 | 1 | 0 | 5 | 4  | 17 | –13 | 3  |

| Tým      | Skotsko | Ukrajina | Irsko | Arménie |
| -------- | ------- | -------- | ----- | ------- |
| Skotsko  |         | 3:0      | 2:1   | 2:0     |
| Ukrajina | 0:0     |          | 1:1   | 3:0     |
| Irsko    | 3:0     | 0:1      |       | 3:2     |
| Arménie  | 1:4     | 0:5      | 1:0   |         |

### Skupina 2
| Tým     | Z | V | R | P | VB | OB | +/- | B |
| ------- | - | - | - | - | -- | -- | --- | - |
| Izrael  | 4 | 2 | 2 | 0 | 8  | 6  | +2  | 8 |
| Island  | 4 | 0 | 4 | 0 | 6  | 6  | 0   | 4 |
| Albánie | 4 | 0 | 2 | 2 | 4  | 6  | -2  | 2 |
| Rusko   | 0 | 0 | 0 | 0 | 0  | 0  | 0   | 0 |

| Tým     | Izrael | Island | Albánie | Rusko |
| ------- | ------ | ------ | ------- | ----- |
| Izrael  |        | 2:2    | 2:1     | -:-   |
| Island  | 2:2    |        | 1:1     | -:-   |
| Albánie | 1:2    | 1:1    |         | -:-   |
| Rusko   | -:-    | -:-    | -:-     |       |

### Skupina 3
| Tým                 | Z | V | R | P | VB | OB | +/- | B  |
| ------------------- | - | - | - | - | -- | -- | --- | -- |
| Bosna a Hercegovina | 6 | 3 | 2 | 1 | 8  | 8  | 0   | 11 |
| Finsko              | 6 | 2 | 2 | 2 | 8  | 6  | +2  | 8  |
| Černá Hora          | 6 | 2 | 1 | 3 | 6  | 6  | 0   | 7  |
| Rumunsko            | 6 | 2 | 1 | 3 | 6  | 8  | –2  | 7  |

| Tým                 | Bosna a Hercegovina | Finsko | Černá Hora | Rumunsko |
| ------------------- | ------------------- | ------ | ---------- | -------- |
| Bosna a Hercegovina |                     | 3:2    | 1:0        | 1:0      |
| Finsko              | 1:1                 |        | 2:0        | 1:1      |
| Černá Hora          | 1:1                 | 0:2    |            | 2:0      |
| Rumunsko            | 4:1                 | 1:0    | 0:3        |          |

### Skupina 4
| Tým       | Z | V | R | P | VB | OB | +/- | B  |
| --------- | - | - | - | - | -- | -- | --- | -- |
| Srbsko    | 6 | 4 | 1 | 1 | 13 | 5  | +8  | 13 |
| Norsko    | 6 | 3 | 1 | 2 | 7  | 7  | 0   | 10 |
| Slovinsko | 6 | 1 | 3 | 2 | 6  | 10 | –4  | 6  |
| Švédsko   | 6 | 1 | 1 | 4 | 7  | 11 | -4  | 4  |

| Tým       | Srbsko | Norsko | Slovinsko | Švédsko |
| --------- | ------ | ------ | --------- | ------- |
| Srbsko    |        | 0:1    | 4:1       | 4:1     |
| Norsko    | 0:2    |        | 0:0       | 3:2     |
| Slovinsko | 2:2    | 2:1    |           | 0:2     |
| Švédsko   | 0:1    | 1:2    | 1:1       |         |

## Liga C
| Legenda            |
| ------------------ |
| Postup do Ligy B   |
| Play-out o udržení |

### Skupina 1
| Tým             | Z | V | R | P | VB | OB | +/- | B  |
| --------------- | - | - | - | - | -- | -- | --- | -- |
| Turecko         | 6 | 4 | 1 | 1 | 18 | 5  | +13 | 13 |
| Lucembursko     | 6 | 3 | 2 | 1 | 9  | 7  | +2  | 11 |
| Faerské ostrovy | 6 | 2 | 2 | 2 | 7  | 10 | -3  | 8  |
| Litva           | 6 | 0 | 1 | 5 | 2  | 14 | -12 | 1  |

| Tým             | Turecko | Lucembursko | Faerské ostrovy | Litva |
| --------------- | ------- | ----------- | --------------- | ----- |
| Turecko         |         | 3:3         | 4:0             | 3:0   |
| Lucembursko     | 0:2     |             | 2:2             | 1:0   |
| Faerské ostrovy | 2:1     | 0:1         |                 | 2:1   |
| Litva           | 0:6     | 0:2         | 1:1             |       |

### Skupina 2
| Tým           | Z | V | R | P | VB | OB | +/- | B  |
| ------------- | - | - | - | - | -- | -- | --- | -- |
| Řecko         | 6 | 5 | 0 | 1 | 10 | 2  | +8  | 15 |
| Kosovo        | 6 | 3 | 0 | 3 | 11 | 8  | +3  | 9  |
| Severní Irsko | 6 | 1 | 2 | 3 | 7  | 10 | -3  | 5  |
| Kypr          | 6 | 1 | 2 | 3 | 4  | 12 | -8  | 5  |

| Tým           | Řecko | Kosovo | Severní Irsko | Kypr |
| ------------- | ----- | ------ | ------------- | ---- |
| Řecko         |       | 2:0    | 3:1           | 3:0  |
| Kosovo        | 0:1   |        | 3:2           | 5:1  |
| Severní Irsko | 0:1   | 2:1    |               | 2:2  |
| Kypr          | 1:0   | 0:2    | 0:0           |      |

### Skupina 3
| Tým         | Z | V | R | P | VB | OB | +/- | B  |
| ----------- | - | - | - | - | -- | -- | --- | -- |
| Kazachstán  | 6 | 4 | 1 | 1 | 8  | 6  | +2  | 13 |
| Ázerbájdžán | 6 | 3 | 1 | 2 | 7  | 4  | +3  | 10 |
| Slovensko   | 6 | 2 | 1 | 3 | 5  | 6  | -1  | 7  |
| Bělorusko   | 6 | 0 | 3 | 3 | 3  | 7  | -4  | 3  |

| Tým         | Kazachstán | Ázerbájdžán | Slovensko | Bělorusko |
| ----------- | ---------- | ----------- | --------- | --------- |
| Kazachstán  |            | 2:0         | 2:1       | 2:1       |
| Ázerbájdžán | 3:0        |             | 0:1       | 2:0       |
| Slovensko   | 0:1        | 1:2         |           | 1:1       |
| Bělorusko   | 1:1        | 0:0         | 0:1       |           |

### Skupina 4
| Tým               | Z | V | R | P | VB | OB | +/- | B  |
| ----------------- | - | - | - | - | -- | -- | --- | -- |
| Gruzie            | 6 | 5 | 1 | 0 | 16 | 3  | +13 | 16 |
| Bulharsko         | 6 | 2 | 3 | 1 | 10 | 8  | +2  | 9  |
| Severní Makedonie | 6 | 2 | 1 | 3 | 7  | 7  | 0   | 7  |
| Gibraltar         | 6 | 0 | 1 | 5 | 3  | 18 | -15 | 1  |

| Tým               | Gruzie | Bulharsko | Severní Makedonie | Gibraltar |
| ----------------- | ------ | --------- | ----------------- | --------- |
| Gruzie            |        | 0:0       | 2:0               | 4:0       |
| Bulharsko         | 2:5    |           | 1:1               | 5:1       |
| Severní Makedonie | 0:3    | 0:1       |                   | 4:0       |
| Gibraltar         | 1:2    | 1:1       | 0:2               |           |

### Play-out o udržení
Vzhledem k rozhodnutí, že tým Ruska bude vyloučen z následujícího ročníku soutěže, bylo zároveň rozhodnuto, že z Ligy C bude sestupovat jen jeden tým. Dle tabulky týmů na 4. místech základních skupin tedy bylo sehráno jen jedno dvojutkání mezi dvěma nejhoršími celky.

#### Tabulka týmů na čtvrtém místě
| Tým       | Z | V | R | P | VB | OB | +/- | B |
| --------- | - | - | - | - | -- | -- | --- | - |
| Turecko   | 6 | 1 | 2 | 3 | 4  | 12 | -8  | 5 |
| Bělorusko | 6 | 0 | 3 | 3 | 3  | 7  | -4  | 3 |
| Litva     | 6 | 0 | 1 | 5 | 2  | 14 | -12 | 1 |
| Gibraltar | 6 | 0 | 1 | 5 | 3  | 18 | -15 | 1 |

| Tým 1     | Skóre | Tým 2 | 1. zápas | 2. zápas |
| --------- | ----- | ----- | -------- | -------- |
| Gibraltar | 0 : 2 | Litva | 0:1      | 0:1      |

## Liga D
| Legenda          |
| ---------------- |
| Postup do Ligy C |

### Skupina 1
| Tým             | Z | V | R | P | VB | OB | +/- | B  |
| --------------- | - | - | - | - | -- | -- | --- | -- |
| Lotyšsko        | 6 | 4 | 1 | 1 | 12 | 5  | +7  | 13 |
| Moldavsko       | 6 | 4 | 1 | 1 | 10 | 6  | +4  | 13 |
| Andorra         | 6 | 2 | 2 | 2 | 6  | 7  | -1  | 8  |
| Lichtenštejnsko | 6 | 0 | 0 | 6 | 1  | 11 | -10 | 0  |

| Tým             | Lotyšsko | Moldavsko | Andorra | Lichtenštejnsko |
| --------------- | -------- | --------- | ------- | --------------- |
| Lotyšsko        |          | 1:2       | 3:0     | 1:0             |
| Moldavsko       | 2:4      |           | 2:1     | 2:0             |
| Andorra         | 1:1      | 0:0       |         | 2:1             |
| Lichtenštejnsko | 0:2      | 0:2       | 0:2     |                 |

### Skupina 2
| Tým        | Z | V | R | P | VB | OB | +/- | B  |
| ---------- | - | - | - | - | -- | -- | --- | -- |
| Estonsko   | 4 | 4 | 0 | 0 | 10 | 2  | +8  | 12 |
| Malta      | 4 | 2 | 0 | 2 | 5  | 4  | +1  | 6  |
| San Marino | 4 | 0 | 0 | 4 | 0  | 9  | -9  | 0  |

| Tým        | Estonsko | Malta | San Marino |
| ---------- | -------- | ----- | ---------- |
| Estonsko   |          | 2:1   | 2:0        |
| Malta      | 1:2      |       | 1:0        |
| San Marino | 0:4      | 0:2   |            |

## Celkové pořadí
Celkové pořadí v Lize národů 2022/23 bude určeno po odehrání základních skupin a finálového turnaje.
| Pořadí | Tým         | Zápasy | Body |
| ------ | ----------- | ------ | ---- |
| 1      | Španělsko   | 6      | 11   |
| 2      | Chorvatsko  | 6      | 13   |
| 3      | Itálie      | 6      | 11   |
| 4      | Nizozemsko  | 6      | 16   |
|        |             |        |      |
| 5      | Dánsko      | 6      | 12   |
| 6      | Portugalsko | 6      | 10   |
| 7      | Belgie      | 6      | 10   |
| 8      | Maďarsko    | 6      | 10   |
|        |             |        |      |
| 9      | Švýcarsko   | 6      | 9    |
| 11     | Německo     | 6      | 7    |
| 10     | Polsko      | 6      | 7    |
| 12     | Francie     | 6      | 5    |
|        |             |        |      |
| 13     | Rakousko    | 6      | 4    |
| 14     | Česko       | 6      | 4    |
| 15     | Anglie      | 6      | 3    |
| 16     | Wales       | 6      | 1    |

| Pořadí | Tým                 | Zápasy | Body |
| ------ | ------------------- | ------ | ---- |
| 17     | Izrael              | 4      | 8    |
| 18     | Bosna a Hercegovina | 4      | 8    |
| 19     | Srbsko              | 4      | 7    |
| 20     | Skotsko             | 4      | 7    |
|        |                     |        |      |
| 21     | Finsko              | 4      | 7    |
| 22     | Ukrajina            | 4      | 5    |
| 23     | Island              | 4      | 4    |
| 24     | Norsko              | 4      | 4    |
|        |                     |        |      |
| 25     | Slovinsko           | 4      | 5    |
| 26     | Irsko               | 4      | 5    |
| 27     | Albánie             | 4      | 2    |
| 28     | Černá Hora          | 4      | 1    |
|        |                     |        |      |
| 29     | Rumunsko            | 6      | 7    |
| 30     | Švédsko             | 6      | 4    |
| 31     | Arménie             | 6      | 3    |
| 32     | Rusko               | 0      | 0    |

| Pořadí | Tým               | Zápasy | Body |
| ------ | ----------------- | ------ | ---- |
| 33     | Gruzie            | 6      | 16   |
| 34     | Řecko             | 6      | 15   |
| 35     | Turecko           | 6      | 13   |
| 36     | Kazachstán        | 6      | 13   |
|        |                   |        |      |
| 37     | Lucembursko       | 6      | 11   |
| 38     | Ázerbájdžán       | 6      | 10   |
| 39     | Kosovo            | 6      | 9    |
| 40     | Bulharsko         | 6      | 9    |
|        |                   |        |      |
| 41     | Faerské ostrovy   | 6      | 8    |
| 42     | Severní Makedonie | 6      | 7    |
| 43     | Slovensko         | 6      | 7    |
| 44     | Severní Irsko     | 6      | 5    |
|        |                   |        |      |
| 45     | Kypr              | 6      | 5    |
| 46     | Bělorusko         | 6      | 3    |
| 47     | Litva             | 6      | 3    |
| 48     | Gibraltar         | 6      | 1    |

| Pořadí | Tým             | Zápasy | Body |
| ------ | --------------- | ------ | ---- |
| 49     | Estonsko        | 4      | 12   |
| 50     | Lotyšsko        | 4      | 7    |
|        |                 |        |      |
| 51     | Moldavsko       | 4      | 7    |
| 52     | Malta           | 4      | 6    |
|        |                 |        |      |
| 53     | Andorra         | 4      | 2    |
| 54     | San Marino      | 4      | 0    |
|        |                 |        |      |
| 55     | Lichtenštejnsko | 6      | 0    |